# The Ebonys
The Ebonys es el álbum debut homónimo de la banda estadounidense del mismo nombre. Fue publicado en diciembre de 1973 a través de Philadelphia International Records.

## Recepción de la crítica
Un escritor no especificado de la revista Cash Box indicó que “el poderoso cuarteto de soul está de regreso con un esfuerzo pulido y profesional [...] y algunos de los cortes más funky que hemos escuchado de ellos”.

## Lista de canciones
Todas las canciones escritas y compuestas por Kenneth Gamble y Leon Huff, excepto donde esta anotado. 
| Lado uno |                        |                                          |                 |          |  |
| N.º      | Título                 | Escritor(es)                             | Arreglos        | Duración |  |
| 1.       | «Hook Up and Get Down» |                                          | Lenny Pakula    | 3:23     |  |
| 2.       | «It's Forever»         | Huff                                     | Bobby Martin    | 7:16     |  |
| 3.       | «Life in the Country»  | Theodore Life Phil Terry Talmadge Conway | Talmadge Conway | 6:16     |  |
| 4.       | «Sexy Ways»            | Gamble Huff Cary Gilbert                 | Bobby Martin    | 3:06     |  |

| Lado dos |                         |                                                  |              |          |  |
| N.º      | Título                  | Escritor(es)                                     | Arreglos     | Duración |  |
| 1.       | «I'm So Glad I'm Me»    |                                                  | Thom Bell    | 3:01     |  |
| 2.       | «I'll Try»              | Huff John Whitehead Gene McFadden                | Lenny Pakula | 6:10     |  |
| 3.       | «Nation Time»           |                                                  | Bobby Martin | 4:58     |  |
| 4.       | «I Believe»             | Ervin Drake Irvin Graham Jimmy Shirl Al Stillman | Ronnie Baker | 4:30     |  |
| 5.       | «You're the Reason Why» |                                                  | Thom Bell    | 3:04     |  |

## Créditos y personal
Créditos adaptados desde las notas de álbum de The Ebonys.
The Ebonys
- David Beasley – voces
- Jennifer Holmes – voces
- James Tuten – voces
- Clarence Vaughan – voces

Personal técnico
- Kenneth Gamble – productor (1, 2, 4–9)
- Leon Huff – productor (1, 2, 4–9)
- Phil Terry – productor (3)
- Theodore Life – productor (3)
- Talmadge Conway – productor (3)
- Joe Tarsia – ingeniero de audio
- Ed Lee – director artístico
- Don Hunstein – fotografía
- Joseph ”Butterball” Tamburro – notas de álbum

## Posicionamiento
| Gráfica (1974)                      | Pico de posición |
| ----------------------------------- | ---------------- |
| Estados Unidos (Billboard Soul LPs) | 33               |